# Солопов, Дмитрий Сергеевич
Дми́трий Серге́евич Со́лопов (24 июля 1929, Москва — 7 августа 2007, Гаврилково, Московская область) — советский и российский архитектор, педагог и общественный деятель. Народный архитектор Российской Федерации (2004).

## Биография
В 1953 году окончил Московский архитектурный институт по специальности «Архитектура» (МАрхИ). В этом же году принят в институт «Моспроект» в мастерскую видного советского архитектора Н. Я. Колли, затем работает у Ю. Н. Шевердяева в мастерской № 4, а после реорганизации института, в мастерской № 14 «Моспроекта-2».
В 1961 завершает строительство кинотеатра «Россия» на Пушкинской площади (в соавторстве с Ю.Н Шевердяевым, Э. Гаджинской, конструкторами Ю. Дыховичным, Е. Станиславским). Кинотеатр построен специально ко Второму Московскому Международному кинофестивалю (1961). Большой приз фестиваля 1963 года вручён в кинотеатре «Россия» Федерико Феллини за фильм «Восемь с половиной». Здание кинотеатра «Россия» — одна из первых построек периода «Оттепели», выполненная в стиле модернизма, к которому советская архитектура вернулась после речи Н. С. Хрущёва на Совещании Строителей (1954) и критики сталинского ампира.
В 1960-е годы проектировал и строил кинотеатры в Москве: «Волга» (1967, Дегунино), «Первомайский» (1968, Измайлово, премия Совета Министров СССР 1971). Здание кинотеатра «Первомайский» становится «типовым проектом», его модификации многократно тиражируются в Москве: кинотеатры «Варшава», «Балтика», «Минск», «Киргизия», «Витязь» и др. Проектирует универсальный кино-концертный зал «Гавана» на 2100 мест на Ленинском проспекте (1969). Участвует в конкурсе на детский кинотеатр на Арбате дом 39 (1970 — 2-я премия). Проектирует Дом актера Всероссийского Театрального Общества на Страстном бульваре (1956—1969). Участвует в конкурсе на градостроительный проект реконструкции пл. Пушкина, Тверского и Страстного бульваров (три варианта, 1968 — коллектив авторов, две вторые и третья премии).
С 1969 г. начальник мастерской № 4 института «Моспроект-3» и одновременно главный архитектор Ленинского и Одинцовского районов лесопаркового защитного пояса Москвы. Разрабатывает генеральные планы городов Видное, Солнцево, Одинцово (1969—1971). Проектирует ряд сельскохозяйственных поселков городского типа «Московский» (1970—1988), «Заречье» (1970—1975), «Коммунарка». Строит здание поселкового Совета в Барвихе (1971—1973), дирекцию совхоза «Заречье» (1971—1977).
Особо место в творчестве Солопова занимает Дом культуры в совхозе «Московский» (1970—1988), где интерьеры и люстры выполнены по его эскизам. По его приглашению художник Борис Неклюдов выполняет панно в технике флорентийской мозаики.
Яркой работой Солопова является проект научно-экспозиционной оранжереи «Климатрон» Главного ботанического сада АН СССР в Москве (1970—1975 — рук. авторского коллектива совместно с академиком Н. В. Цыциным и арх. И. М. Петровым). Оригинальная структурная система, положенная в основу композиционного решения, позволила получить новые выразительные пространственные формы сложного архитектурного комплекса.
В 1972 году Солопов назначен руководителем мастерской № 2 «Моспроекта-2». Разрабатывает генеральный планам развития территорий Сокольнического района от Каланчевской до Лубянской площадей, проект Ново-Кировского проспекта (1978—1988, ныне проспект Сахарова). Строит одно из лучших своих зданий — Министерство радиотехнической промышленности СССР на Тургеневской площади (1975—1980 совместно с арх. Ю. К. Абрамейцевым и В. В. Ивановым) и здание Министерства авиационной промышленности на проспекте А. Сахарова (1978—1985). Участвует в конкурсе на обелиск «Москва- город-герой» на развилке Б.Дорогомиловской ул. и Кутузовского проспекта (1974 — скульптор А. Н. Бурганов, художники Э. Амашукели и Ю. К. Королёв).
Строит 2-ю очередь гостиницы «Москва» (1974—1978 — совместно с арх. А. Б. Борецким, И. Е. Рожиным и В. Щелкановцевой). Выполняет ряд спортивных сооружений: бассейн «Чайка» (1977—1979), где использует деревянные клееные конструкции для перекрытия больших пролётов и Универсальный спортивный зал «Дружба» в Лужниках (1974—1979), в котором использует тонкую железобетонную оболочку. Работает над правительственными заказами: дача Л. Брежнева «Санаторий Сосновый бор» в Кисловодске (1976—1980), реконструирует Дом приемов на Ленинских горах (1974—1977). Выполняет павильон «Охрана природы» на ВДНХ (1980—1982), конгресс-зал института МИРЭА на проспекте Вернадского (1974—1988), здание ВАК на улице Грибоедова (1980).
Плодотворно и много сотрудничает со скульпторами и художниками: с И. Пчельниковым и И.Лавровой при работе над интерьерами ресторана гостиницы «Москва»; с А. В. Васнецовым при работе над «Русским рестораном» в «Совинцентре», выполняет ряд проектов с А. Бургановым.
Тема сельского строительства была продолжена при создании проекта комплексной застройки двух совхозов в Рязанской области (1985) — Пионерский и Первомайский. Из типовых сборных железобетонных блоков была запроектирована серия (7 типов) жилых домов коттеджного типа и вся номенклатура зданий, формирующая современную жилую инфраструктуру: поселковый совет, клуб, торговый центр, детский сад, поликлиника, банно-прачечный комбинат и др.
Работает над проектом реконструкции и приспособления Усадьбы «Царицыно» (1972—1988-е — коллектив авторов), реконструкции Государственного исторического музея в Москве (1980—2002 — коллектив авторов),
Возможности деревянных клееных конструкции Солопов использует в экспрессивном интерьере Главного корпуса оздоровительного комплекса «Липки» в Подмосковье (1982—1988, I премия Союза Архитекторов СССР за лучшую постройку года). В 1984—1987 г. для Аркадия Райкина перестраивает кинотеатр «Таджикистан» в драматический театр совместно с арх. М. Н. Казарновским и Л. Н. Маковской (ныне театра миниатюр «Сатирикон» им. А. Райкина). Занимается интерьерами театра, выполняет эскизы люстр, которые реализует художник В. Шевченко. Делает проекты для театра «Ромэн» (1990), «Театра песни» А. Пугачевой на Сухаревской площади (1990), проект клуба объединения «Заря» (1991), проект театра «Вишневый сад» (Сухоревская площадь дом 10, режиссер А. Вилькин).
С середины 1970-х годов Д. С. Солопов активно внедряется в процесс проектных работ по реконструкции и застройке района Сретенских улиц, его мастерской выполнен большой объём проектной документации — от проектов застройки до рабочих чертежей (всего 30). Была разработана концепция возвращения жилых функций, предложена современная социальная инфраструктура микрорайона, предполагающая совмещение функций жилого района и территории столичного центра. В микрорайоне построены поликлиника «Старых большевиков», ряд многоэтажных жилых домов.
Значительной вехой в творчестве Солопова явилось проектирование и строительство здания «Уникомбанка» в Москве (1993—1995, Даев пер. 20 ныне «Даев плаза»). Авторы понимали образ банка как «Дом сокровищ» и выразили эту идею в форме ограненного алмаза, пронизывающего все здания — от внешнего облика до интерьера. Сооружение получило высокую оценку: Государственная премия РФ (1998), Большая Золотая медаль Российской академии архитектуры и строительных наук, Серебряная медаль Российской академии художеств, объект вошел в первую десятку призеров в Московском рейтинге «Лучшее в архитектуре» (1987—1997).
В последние годы Д. С. Солопов успешно работает над проектами застройки важнейших в градостроительном отношении территорий Москвы — Крымской площади, Сухаревской и Тургеневской площадей, Красных ворот, Каланчевской площади и зоны трёх вокзалов. Он разработал концептуальные предложения по застройке зоны железнодорожных и транспортных линий, магистралей в черте города: Киевской (между Калужской и Серпуховской площадями), Митьково (Сокольники), которые поддерживаются правительством Москвы. Выполняет проект гостинично-делового центра на углу Нового Арбата и Новинского бульвара (совместно Г. Солоповым).
В составе авторского коллектива Д. С. Солопов вел большую работу по воссозданию комплекса храма Христа Спасителя, возглавляя творческую группу по проектированию залов Церковных соборов. В комплексе Храма Христа Спасителя выполнены — зал церковных соборов на 1500 мест, зал Синода трапезных палат и помещения патриарших покоев (1997—2001). В зале Церковных соборов, расположенном в цоколе Храма, удаётся создать особенную атмосферу за счёт зенитного освещения, потолок зала выполненный из парусообразных конструкции олицетворяет небосвод со звездами. Солопов принимает решение не делать фойе, тем самым придавая ещё большую торжественность всему ансамблю зала. Для работы над интерьерами Солопов приглашает Б. П. Неклюдова, А. Бурганова, сам выполняет эскизы люстр.
В 2001 г. уходит из «Моспроекта-2» в компанию ООО «Товарищество театральных архитекторов», организованную им в 1993 году с архитекторами Ю. П. Гнедовским и В. Д. Красильниковым для проектирования и строительства Российского культурного центра на «стрелке» у Краснохолмского моста и получивший позже название «Красные холмы». При участии драматурга М. Шатрова Солопов вместе с партнерами придумывают концепцию застройки (1989) и добиваются строительства комплекса. Ансамбль включает в себя: офисные здания (1999), здания Московского международного дома Музыки (2003 -премия «Хрустальный Дедал»), Swissotel «Красные Холмы» (2005).
Последним проектом Солопова становится проект Театрально-делового центра «Вишневый Сад» на Сухаревской площади, законченный в 2014 г. Солоповым Г.Д и Солоповой Н. Д. Здание получило в 2016 году премию Москвы в области Литературы и искусства в номинации «Архитектура и Дизайн».
В 2001 году, Солопов построил для себя дом в д. Гаврилково Красногорского района Моск. обл., где жил постоянно и где скоропостижно скончался 7 августа 2007.
Всего за годы творческой деятельности Солопов разработал 180 проектов, 70 из которых реализованы.
Солопов вёл активную общественную деятельность в Союзе архитекторов. Избирался членом правления МОСА СССР (1960—1987), председателем различных комиссий. На X пленуме Союза архитекторов СССР был избран секретарём правления Союза (1987—1991). Стоял у истоков реформирования профессии и обретения статуса свободного предпринимателя. Был одним из идеологов, создателей общесоюзной сети «Архпроект» (1984) и стал председателем правления этого Всесоюзного объединения.
Преподавал в МАрхИ с 1976 по 2006.
Состоял в рядах КПСС 1961−1991.

## Звания
- Народный архитектор России (20 декабря 2004) — за большие заслуги в области архитектуры[2][3]
- Заслуженный архитектор РСФСР (1989)
- Действительный член Российской академии архитектуры и строительных наук (2000)
- Профессор (2000)
- Член-корреспондент Российская академии художеств (2001, департамент Архитектура)[4]
- Действительный член Московского отделения Международной академии архитектуры (1998)
- Почётный строитель России и Москвы (1999)

## Награды
- Государственная премия Российской Федерации (1998) за сооружение здания «Уникомбанка»
- Лауреат двух премий Совета Министров СССР: 1969, за кинотеатр «Первомайский»; 1990, за оздоровительный комплекс «Липки»
- Серебряная медаль РАХ за реконструкцию Сретенских улиц и здание «УникомБанка» (1998)
- Премия Союза Архитекторов России «Хрустальный Дедал» за «Дом музыки» (2003)
- Орден Преподобного Сергия Радонежского (2002)

## Семья
Отец — Солопов Сергей Георгиевич (1901—1974), инженер, заведующий кафедрой, профессор Калининского Политехнического института (ныне Тверской Государственный Технический Университет).
Мать — Ряшенцева Гали Леонидовна (1907—2000), архитектор, племянница Архиепископа Варлаама (Ряшенцева) и Епископа Германа (Ряшенцева).
Сестра — Гуляницкая Наталья Сергеевна (1927), профессор Российской Академии Музыки им Гнесиных.
Первая жена — Мистюк Кира Васильевна (1927—2011), Дети: Солопов Георгий Дмитриевич (1954 г.), архитектор; Солопова-Полякова Мария Дмитриевна (Polyakov Maria 1955 г.), художник. Внуки : Поляков Илья (Polyakov Ilya 1977), изобретатель; Полякова Соня (Polyakov Sonya 1994), маркетолог; Солопова Мария (1991), продюсер;
Вторая жена — Аленникова Светлана Семёновна (1937 г.), дочь — Солопова Наталия Дмитриевна (1968 г.), архитектор; внук Павел Россет (2009).
Сын Карякин Андрей Дмитриевич (1971 г., вне брака с Карякиной Ольгой Наумовной 1934—1987), банкир. Внуки: Карякин Кирилл (1996), Карякина Яна (2005).
Жил в Москве: в Б. Вузовском переулке дом 1, на Кутузовском проспекте дом 2/1, в Красностуденческом проезде дом 2, на Дмитровском шоссе дом 33, на 8-й ул. Соколиной горы дом 8 корп. 1, д. Гаврилково Красногорского района Моск. обл.
Похоронен в Москве на Троекуровском кладбище, участок 6а.